# خانرود
روستای اسلام‌رود/خانرود (طرقبه شاندیز)، روستایی از توابع بخش طرقبه شهرستان طرقبه شاندیز در استان خراسان رضوی ایران است.

## جمعیت
این روستا در دهستان طرقبه قرار دارد و براساس سرشماری مرکز آمار ایران در سال ۱۳۸۵، جمعیت آن ۳۷۴ نفر (۱۲۲خانوار) بوده‌است. در آخرین سرشماری انجام گرفته (1395) نیز این سکونتگاه با روندی افزایشی دارای 403 نفر جمعیت (219 مرد و 184 زن) در قالب 184 خانوار می‌باشد.